# توم هولاند (رسام)
توم هولاند (بالإنجليزية: Tom Holland)‏ هو رسام وفنان أمريكي، ولد في 15 يونيو 1936 في سياتل في الولايات المتحدة.

## وصلات خارجية
- الموقع الرسمي